# Drávagárdony
Drávagárdony är ett samhälle i Somogy i Ungern. Drávagárdony ligger i distriktet Barcs och har en area på 6,27 km². År 2019 hade Drávagárdony totalt 166 invånare.